# Chetan Bhagat

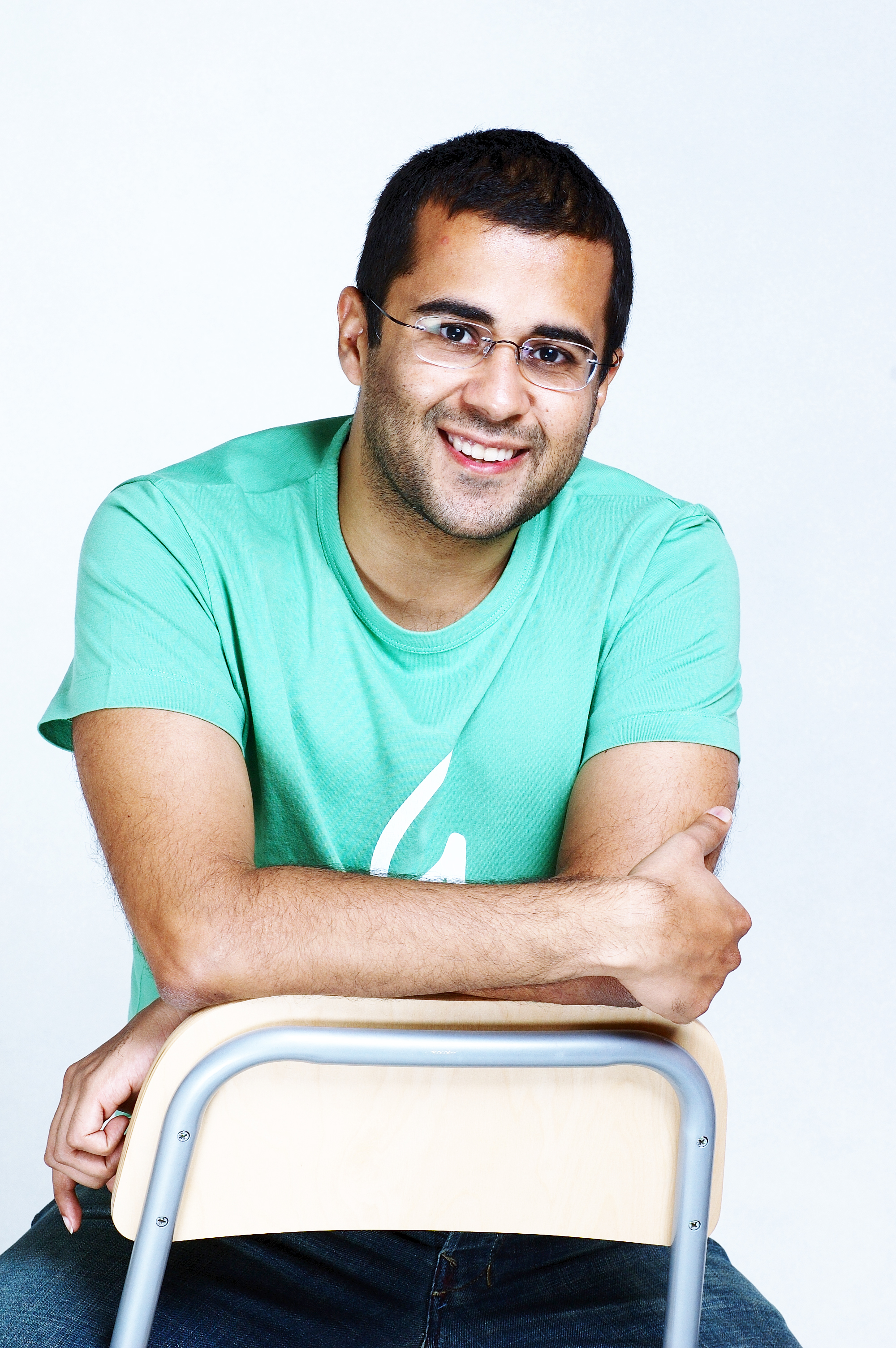
Chetan Bhagat, 2005

Chetan Bhagat, född 22 april 1974, är en indisk författare och TV-personlighet, mest känd för sina dramatiska och komiska romaner om stadsboende medelklass-ungdomar i Indien. 
Bhagat är en bemärkt offentlig intellektuell som också skriver kolumner om ungdomen, karriärutveckling och aktuella händelser och förhållanden för The Times of India (på Engelska) och Dainik Bhaskar (på Hindi).
Bhagats romaner har sålts i mer än sju miljoner exemplar. År 2008 betecknade The New York Times honom som den mest säljande engelskspråkiga romanförfattaren i Indiens historia.